# Giorgio Avanti

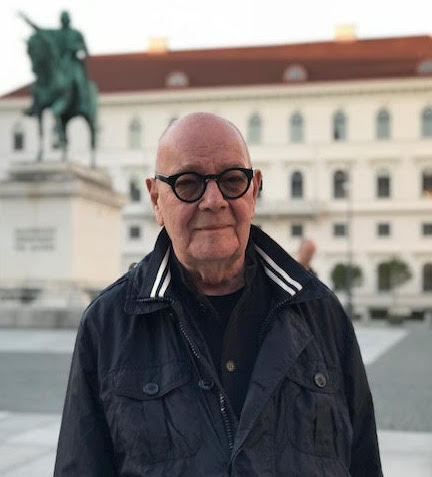
Giorgio Avanti in München

Giorgio Avanti (mit bürgerlichem Namen Peter Georg Studer; * 4. Juli 1946 in Luzern) ist ein Schweizer Jurist, Maler und Autor.

## Leben
Peter Georg Studer wuchs in Luzern auf. Nach dem Studium der Rechtswissenschaft an den Universitäten Fribourg und Basel war er als Anwalt und Notar bei verschiedenen Arbeitgebern tätig. Von 1976 bis 1978 war er mit der Schweizer Künstlerin Marianne Eigenheer verheiratet. Während dieser Zeit pflegte er freundschaftlichen Kontakt mit verschiedenen Künstlern, u. a. Meret Oppenheim, Rainer Kunz, Felix Brunner und Leni von Segesser. Auf Anraten eines befreundeten Künstlers nahm Studer das Pseudonym Giorgio Avanti an. 1981 eröffnete Studer in Zug dennoch eine eigene Anwaltskanzlei, aus der er erst 2020 ausschied. Von 1992 bis 2004 war Avanti Vorstandsmitglied der Zuger Kunstgesellschaft. 
Er ist verheiratet und lebt in Walchwil am Zugersee.

## Werk
Seit 1985 widmete sich der Autodidakt der Malerei. In seinem Atelier in Arogno im Tessin arbeitete Avanti zunächst abstrakt, seit den 1990er-Jahren vermehrt figürlich und gegenständlich. Später wandte er sich auch der Landschafts- und Bergmalerei zu. Die Inspiration zu seinen farbintensiven Acylmalereien holte sich Avanti auf ausgedehnten Auslandreisen und Wanderungen im Engadin. Avanti ist Aktivmitglied bei Visarte Zentralschweiz sowie beim Innerschweizer Schriftstellerinnen- und Schriftstellerverein. Seit 2011 veröffentlicht er jährlich einen Werkkatalog. Avanti verfasst auch Erzählungen und Gedichte. Seine neusten Werke sind jeweils auf Instagram und in seinem Bilderlager an der Vorstadt 4 in Zug zu sehen.

## Einzelausstellungen (Auswahl)
- 2023, 2022, 2021, 2020, 2018, 2015, 2010/11, Galerie Müller, Luzern[2]
- 2019 Avanti!, eine Retrospektive, Kornschütte, Luzern[3][4]
- 2016, 2013, 2012, 2009, Altstadthalle, Zug
- 2014 anderland, Kunst und KulturZentrum, Littau
- 2013 Paris c’est toi, Kulturzentrum Braui, Hochdorf
- 2008 Eröffnungsausstellung, Galerie B•K, St. Gallen
- 2005 Galerie DAS DING, Luzern
- 2004 IHAGalerie, Hergiswil
- 2003 Galerie Sanitas, Kilchberg ZH
- 2002 Glashof, Zug
- 2001 Hotel Giardino, Ascona
- 2000 Volkswirtschaftsdirektion des Kantons Zug
- 1999 Leupi’s Art Place, Zofingen und Ascona
- 1998, 1996 Galerie an der Gerbegass, Sempach

## Publikationen
- 2020 Damenwahl, Bucherverlag, Hohenems, ISBN 978-3-99018-531-5[5]
- 2018 Jenesland – Gedichte von unterwegs, Bucherverlag, Hohenems ISBN 978-3-99018-465-3[6]
- 2017 Bourgeoiserien, Kurzgeschichten mit Illustrationen, Bucherverlag, Hohenems ISBN 978-3-99018-395-3.
- 2013 Milano Centrale, Bilder und Sätze, Edition BAES, Zirl, ISBN 978-3-9503559-2-5
- 2009 Jakobs Muscheln, ars pro toto, Luzern, ISBN 978-3-033-01886-0.
- 2008 Jakobstage, ars pro toto, Luzern, ISBN 978-39523089-5-0.
- 2004 Die Stiftung gegen voreiligen Rechtsschutz oder Seitenmoränen eines Zivilprozesses. Ein Schriftwechsel mit Toni Gügler, ars pro toto, Luzern, ISBN 3-9522436-6-3.[7]
- 2004 Advent(ures), illustriert mit 40 kleinformatigen Acrylbildern, Ringier Print, Zofingen.
- 1999 Ein Portier packt aus, illustriert mit 40 kleinformatigen Acrylbildern, Ringier Print, Zofingen.

## Film
2012 entstand der Kurzfilm des Zuger Filmemachers und Kunstschaffenden Remo Hegglin: Gespräch mit dem Künstler Giorgio Avanti.